# Gelnica (huyện)
Gelnica (tiếng Slovak: okres Gelnica, tiếng Hungary: Gölnicbányai járás) là một huyện thuộc vùng hành chính Košice, đông Slovakia.  Nó được thành lập vào năm 1923. Trong giai đoạn 1960-1996, huyện là một phần của huyện Spišská Nová Ves. Năm 1996, Gelnica được thành lập và có ranh giới như hiện tại. Đây là huyện có tỷ lệ rừng cao nhất ở Slovakia với 74,6%. Trung tâm và cũng là thị trấn lớn nhất của huyện là Gelnica.

## Dân số
| Năm            | 1994   | 2004   | 2014   | 2024   |
| -------------- | ------ | ------ | ------ | ------ |
| Số lượng người | 30.034 | 31.006 | 31.504 | 31.787 |
| Sự khác biệt   |        | +3,23% | +1,60% | +0,89% |

| Năm            | 2023   | 2024   |
| -------------- | ------ | ------ |
| Số lượng người | 31.736 | 31.787 |
| Sự khác biệt   |        | +0,16% |

## Đô thị
- Gelnica
- Helcmanovce
- Henclová
- Hrišovce
- Jaklovce
- Kluknava
- Kojšov
- Margecany
- Mníšek nad Hnilcom
- Nálepkovo
- Prakovce
- Richnava
- Smolnícka Huta
- Smolník
- Stará Voda
- Švedlár
- Úhorna
- Veľký Folkmár
- Závadka
- Žakarovce